# Maxam
MaxamCorp Holding S.L. (Maxam) es una empresa española de carácter multinacional con presencia en las industrias química, minera y del armamento. Actualmente constituye un grupo empresarial compuesto a su vez por 140 sociedades filiales que tiene presencia en más de cincuenta países a lo largo de todo el globo.

## Historia
Maxam surge en 2006 como consecuencia de una refundación de la centenaria Unión Española de Explosivos (UEE), grupo empresarial que desde la década de 1990 había venido desarrollando una importante reestructuración de su negocio. Como resultado de este proceso se modernizó el modelo de negocio y se potenció la presencia internacional de UEE. La empresa actual tiene un carácter multinacional, con una fuerte presencia internacional, y su actividad se divide en varias áreas: explosivos de uso civil; cartuchos y pólvora de uso deportivo; artículos y servicios para la industria de defensa; materias primas en nitro-química; etc. En la actualidad Maxam tiene presencia en más de treinta países y cuenta con una plantilla de más de 3.400 trabajadores.

## Organización y actividades
La presencia global del grupo Maxam abarca países de África, América, Europa, Asia y Oceanía. En España, mercado tradicional de la empresa, Maxam agrupa a varias filiales dedicadas a la fabricación de toda clase de explosivos, tanto en el terreno civil como en el militar. Fuera de España, algunas de las filiales más importantes del grupo Maxam se encuentran localizadas en países como Alemania, Reino Unido, Estados Unidos, Rusia, Kazajistán, Uzbekistán, Bolivia, Australia, etc. La minería constituye otra de las principales actividades del grupo, con diversas operaciones en Norteamérica, Bolivia, Australia o África. Cabe señalar que Maxam North America ha llegado a estar entre los cinco mayores operadores mineros del mercado norteamericano.
La sede central del grupo está situada en la ciudad española de Madrid, donde se encuentran sus oficinas y la dirección.

## Fundación Maxam
La empresa está asociada en España a la Fundación Maxam, una organización sin ánimo de lucro que desarrolla diversas actividades de tipo cultural, artístico, cívico y educativo. Entre sus funciones también se encuentran la organización, protección y conservación del legado histórico de la compañía, así como la divulgación de dicha herencia histórica. Cabe destacar que la fundación gestiona un importante fondo pictórico compuesto por obras de autores tales como Julio Romero de Torres, Carlos Sáenz de Tejada, Eduardo Úrculo, Pedro Bueno, Manolo Valdés o Manuel Benedito.